# Conversão de bitola
Conversão de bitola é o processo de conversão da bitola dos carris (português europeu) ou trilhos (português brasileiro) de uma ferrovia, através da alteração de tais vias férreas.
Um tipo de adaptação comum para auxiliar tal processo é a inclusão de um ou dois carris/trilhos paralelos, a chamada bitola mista.

## Limites de dimensões dos comboios/trens
As ferrovias de bitola estreita muitas vezes atravessam túneis e pontes cujo gabarito estrutural não suporta comboios/trens de maior gabarito: a conversão para uma bitola mais larga, por exemplo, exigiria alargamento de pontes e túneis.
Outro detalhe importante: a estabilidade nas curvas. O raio mínimo da curva de uma ferrovia de bitola estreita pode ser muitas vezes menor do que o de uma bitola mais larga, o que exigiria desvios para facilitar tais curvas no percurso.

## Tipos de dormentes/travessas
Travessas/dormentes conversíveis são instalados antes da conversão dos trilhos em si. Tais travessas/dormentes têm de ser longas o suficiente para levar o resto dos afixadores dos carris/trilhos, além de serem capazes de lhe serem retirados os velhos encaixes de cada um dos dois afixadores que permitem que os carris/trilhos sejam firmemente encaixados nas travessas/dormentes. A bitola mista pode ser mais interessante economicamente que a conversão de bitola, principalmente nos casos em que a diferença entre as bitolas é pequena.
- Travessas/dormentes de madeira, desde que sejam suficientemente longas, são sempre conversíveis, desde que os furos adicionais possam ser perfurados depois.
- Travessas/dormentes de betão/concreto não podem ser convertidas, exceto quando é fabricado com encaixes compatíveis com ambas as bitolas, velha e nova.
- Travessas/dormentes de aço devem ter o encaixe extra incorporado na fase inicial de produção, embora seja possível perfurar ou soldar o trilho montado após a instalação, embora com alguma dificuldade.

## Veículos ferroviários
A conversão de bitola dos comboios/trens envolveria mudanças no conjunto de rodas ou mesmo no truque ferroviário. Algumas composições patenteadas dispõem de eixo com bitola variável para enfrentar possível ruptura de bitola durante o processo de conversão.